# Graniak
Graniak, wielograniec, wiatrowiec, eologliptolit – odłamek skalny o wygładzonych ścianach i 2–3 ostrych krawędziach, oszlifowany wskutek tarcia niesionych przez wiatr okruchów skalnych (korazja). Powstaje w strefie peryglacjalnej (na przedpolu lądolodu) oraz na pustyniach żwirowych i kamienistych.